# نظرية الحالة الثابتة
في علم الكون الفيزيائي، نظرية الحالة الثابتة أو نظرية الحالة المستقرة Steady State theory (تعرف أيضا بنظرية الكون اللامتناهي أو الخلق المستمر) هي عبارة عن نموذج تم تطويره في عام 1949 من قبل فريد هويل، توماس غولد، هيرمان بوندي وآخرون كبديل عن نظرية الانفجار العظيم (التي تعرف بالنموذج الكوني القياسي). من وجهة نظر الحالة الثابتة، هناك مادة جديدة تتشكل وتخلق باستمرار مع توسع وتمدد الكون.، بحيث يؤمن الحفاظ على المبدأ الكوني المثالي perfect cosmological principle. مع أن هذا النموذج لديه عدد كبير من الداعمين ضمن علماء الكون خلال فترة الخمسينات والستينات من القرن الماضي، فإن عدد داعمي هذه النظرية نقص بشكل ملحوظ في أواخر الستينات مع اكتشاف إشعاع الخلفية المكروية الكونية cosmic microwave background radiation. في الوقت الراهن لم يبق من مؤيدي هذه النظرية إلا أعداد ضئيلة. أهمية هذه النظرية أنها حفزت تصميم عدة تجارب لاختبار فرضياتها لكن جميع هذه التجارب انتهت بدعم نظرية الانفجار العظيم.

## قراءة إضافية
- Billy Ligon Farmer, Universe Alternatives: Emerging Concepts of Size, Age, Structure, and Behavior, 2nd edition, Gilliland Printing, 1995, ISBN 0-9649983-4-3.
- Fred Hoyle, Geoffrey Burbidge, and Jayant V. Narlikar, A Different Approach to Cosmology, Cambridge University Press, 2000, ISBN 0-521-66223-0.
- Simon Mitton, Conflict in the Cosmos: Fred Hoyle's Life in Science, Joseph Henry Press, 2005, ISBN 0-309-09313-9 or, Fred Hoyle: a life in science, Aurum Press, 2005, ISBN 1-85410-961-8
- Steven Weinberg, Gravitation and Cosmology (Wiley, New York, 1972), pp. 495–464.